# Acteocina canaliculata
Acteocina canaliculata is een slakkensoort uit de familie van de Tornatinidae. De wetenschappelijke naam van de soort is voor het eerst geldig gepubliceerd in 1826 door Say.